# Gonzalo Porras
Gonzalo Porras, vollständiger Name Gonzalo Fabián Porras Burghi, (* 31. Januar 1984 in Montevideo) ist ein uruguayischer Fußballspieler.

## Verein
Der nach Angaben seines Vereins 1,74 Meter große Mittelfeldakteur Porras stand mindestens von der Clausura 2002 bis einschließlich der Clausura 2003 beim seinerzeitigen uruguayischen Zweitligisten Alianza Fútbol Club unter Vertrag. In diesem Zeitraum bestritt er 29 Spiele für die Montevideaner und erzielte zwei Treffer. Von 2005 bis in die Apertura 2006 ist eine Station beim Erstligisten Liverpool Montevideo für Porras verzeichnet. In der Clausura 2007 führte ihn sein Weg zunächst wieder in die Segunda División zu Juventud. Dort stieg er am Saisonende mit seinen Mitspielern in die Primera División auf. In der nachfolgenden Erstligaspielzeit sind für Porras jedenfalls in der Rückrunde zwölf Spiele und zwei Tore in der höchsten uruguayischen Spielklasse für das Team aus Las Piedras registriert. Sodann wechselte er innerhalb der Liga zu River Plate Montevideo. In der Saison 2008/09 und der Apertura 2009 kam er dort in 36 Ligapartien (kein Tor) zum Einsatz. Auch in der Liguilla Pre Libertadores und der Copa Sudamericana lief er auf. Im Jahr 2010 stand er im Rahmen einer Ausleihe in Reihen Danubios. 28-mal stellte ihn der Trainer in der Liga auf. Zudem kann er dort drei absolvierte Begegnungen der Liguilla Pre Libertadores, ebenfalls ohne eigenen Torerfolg, vorweisen. Seit der Clausura 2011 spielte er wieder für River Plate Montevideo. Bei seiner zweiten Station, die auch die Hinrunde der anschließenden Saison umfasste, weist seine Einsatzbilanz 27 Spiele und ein Tor auf. In der Clausura 2012 unternahm er auf Leihbasis einen Abstecher nach Mexiko zu Toluca. Allerdings wirkte er dort nur in drei Partien der Primera División mit. Nachdem er in der Spielzeit 2012/13 abermals 27-mal für River Plate Montevideo auflief und erneut einen Treffer erzielt hatte, wechselte er zur Saison 2013/14 wieder zu Danubio. In jener Spielzeit gewann er mit seiner Mannschaft den Landesmeistertitel. Dabei griff sein Trainer 30-mal auf Porras' Dienste zurück. Er erzielte einen Treffer. Zur Spielzeit 2014/15 unterschrieb er bei Nacional Montevideo einen Einjahresvertrag. Dort wurde er in der Saison 2014/15 30-mal (ein Tor) in der Primera División sowie zweimal (kein Tor) in der Copa Libertadores 2015 eingesetzt und gewann erneut die Uruguayische Meisterschaft. In der Spielzeit 2015/16 bestritt er 25 Ligaspiele (kein Tor), drei Partien (kein Tor) in der Copa Sudamericana 2015 und acht Begegnungen (kein Tor) in der Copa Libertadores 2016. Zum Titelgewinn der Landesmeisterschaft in der Saison 2016 trug er mit neun Erstligaeinsätzen (kein Tor) bei.

## Erfolge
- Uruguayischer Meister: 2013/14, 2014/15, 2016